# Milan Píka
Milan Píka (28. července 1922 Hranice – 20. března 2019 Bratislava) byl slovenský a český brigádní generál, člen zahraničního odboje a příslušník RAF. Po komunistickém převratu byl režimem pronásledován v rámci komunistických politických procesů 50. let.

## Život
Narodil se v roce 1922 v Hranicích na Moravě, po obsazení nacistickým Německem uprchl v roce 1939 s matkou do Rumunska za svým otcem Heliodorem Píkou. Později odcestoval do Francie, kde roku 1940 vstoupil do československého zahraničního odboje a stál u zrodu československé zahraniční armády. Než však mohl kvůli svému věku (na jaře 1940 mu ještě nebylo 17 let) nastoupit, byla Francie v květnu-červnu 1940 Německem dobyta.
Po pádu Francie odcestoval do Spojeného království, kde se vstoupil do Royal Air Force. Kvůli zrakové vadě se nemohl stát pilotem, ale sloužil zde u pozemního personálu RAF.
Po válce se na popud svého otce dal na studium, studoval právo na Karlově univerzitě. Po komunistickém převratu v únoru 1948 byl jako kapitán československé armády a pracovník ministerstva obrany v roce 1948 uvězněn. Byl falešně obviněn z přípravy únosu svého otce a spolupráce s britskou rozvědkou. Oficiálně pro nedostatek důkazů byl obvinění zproštěn (proces s ním a jeho údajnými společníky začal 16. února 1949, brzy po začátku procesu s jeho otcem gen. H. Píkou, který začal 28. ledna 1949). Jako persona non grata byl však vyloučen ze studií, degradován a získal umístěnku v dolech v Jáchymově. Nakonec se jáchymovskému trestu vyhnul, když se odstěhoval na Slovensko.
Jeho otec byl 21. června 1949 popraven ve vykonstruovaném soudním procesu, přičemž on sám usiloval od té doby o očištění jména svého otce jako oběti justiční vraždy. Nakonec se mu to povedlo až ve společensky volnějších 60. letech, poté co mu generál Ludvík Svoboda navrhl, aby žádal o soudní rehabilitaci.
V roce 2014 jej slovenský prezident Gašparovič a český prezident Zeman současně povýšili do hodnosti brigádního generála. Byl tedy jediným generálem dvou armád – české a slovenské.
Zemřel v březnu 2019 ve věku 96 let. V říjnu 2019 jej Městský soud v Praze rehabilitoval, neboť potvrdil, že komunistické obvinění z přípravy únosu, na jehož základě byl v roce 1948 uvězněn, bylo nezákonné. Ačkoliv Milan Píka za svého života bojoval za nápravu křivd komunistické justice, o jeho vlastní rehabilitaci musela požádat až jeho dcera, Dagmar Sedláčková.